# Коніхальцит
Коніхальцит — відносно поширений мінерал, арсенат.

## Етимологія та історія
Вперше описаний у 1849 році німецькими науковцями — мінералогом А.Брайтгауптом та хіміком К. Ю. Фріцше. У перекладі з грецької коніхальцит — «мідне вапно».

## Загальний опис
Хімічна формула CaCu(AsO4)(OH), споріднений із дуфтитом (PbCu(AsO4)(OH)). Хімічний склад: кальцій — 15,44 % (у вигляді оксиду — 21,61 %), мідь — 24,48 % (у вигляді CuO — 30,65 %), арсен — 28,87 % (у вигляді оксиду — 44,28 %), водень — 0,39 % (у вигляді оксиду — 3,47 %), кисень — 30,82 %.
Має зелений колір, часто ботріоїдальний. Зустрічається в зоні окиснення деяких металевих родовищ. Зустрічається з лімонітом, малахітом, бедантитом, адаміном, купроадаміном, олівенітом і смітсонітом.

## Утворення

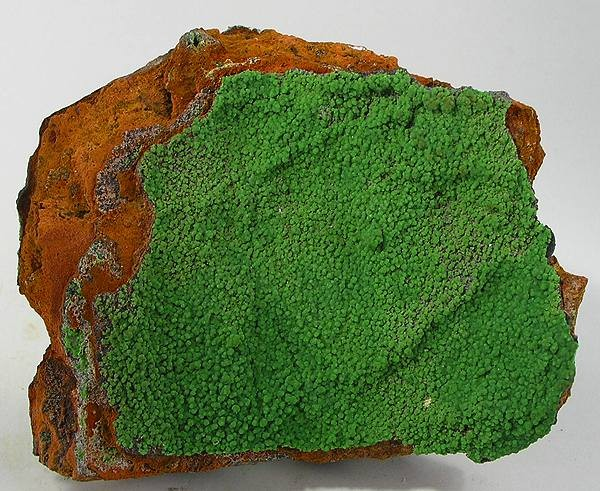
Килимок із коніхальцитових сфер на матриці з лимоніту (копальня «Охуела», Мапімі, Дуранго, Мексика). Розмір: 10,4 x 8,9 x 4,2 см.

Коніхальцит утворюється в зонах окиснення мідних рудних тіл. Тут підземні води, збагачені киснем, реагують із сульфідом міді та оксидом міді, утворюючи низку мінералів, таких як малахіт, азурит та лінарит. Коніхальцит часто трапляється інкрустованим на лимонітових породах, які мають жовтий або червоний колір.
Коніхальцит також утворює ряд твердих розчинів з мінералом тангеїтом. Коли ці два мінерали утворюють ряд твердих розчинів, двома взаємозамінними елементами є арсен і ванадій. Коніхальцит є кінцевим елементом ряду, багатим арсеном, а тангеїт — кінцевим елементом, багатим ванадієм.
Помітні прояви коніхальцита зафіксовані у Джуебі, Юта; у Лінкольні і Лайоні, Невада та Бісбі, Аризона, США; Дуранго, Мексика; Коллауасі, Тарапака, Чилі; Калсток, Корнуолл і Колдбек Феллс, Камбрія, Англія; Андалусія, Іспанія; і Цумеб, Намібія.